# Daoli
Daoli (chinesisch 道里區 / 道里区, Pinyin Dàolǐ Qū) ist ein Stadtbezirk der Unterprovinzstadt Harbin in der chinesischen Provinz Heilongjiang. Der Stadtbezirk hat eine Fläche von 463,8 km² und zählt 1.097.430 Einwohner (Stand: Zensus 2020). Sein Regierungssitz ist in der Straße Anhuajie Nr. 130 (安化街130号).

## Administrative Gliederung
Der Stadtbezirk setzt sich aus 18 Straßenvierteln, vier Großgemeinden und einer Gemeinden zusammen. Diese sind
| Straßenviertel Aijian (爱建街道); Straßenviertel Anhe (安和街道); Straßenviertel Anjing (安静街道); Straßenviertel Chengxianglu (城乡路街道); Straßenviertel Fushun (抚顺街道); Straßenviertel Gongcheng (工程街道); Straßenviertel Gongle (共乐街道); Straßenviertel Gongnong (工农街道); Straßenviertel Jianguo (建国街道); Straßenviertel Jingwei (经纬街道); Straßenviertel Kang’an (康安街道); | Straßenviertel Shangzhi (尚志街道); Straßenviertel Sidalin (斯大林街道); Straßenviertel Tongjiang (通江街道); Straßenviertel Xinhua (新华街道); Straßenviertel Xinyanglu (新阳路街道); Straßenviertel Zhaolin (兆麟街道); Straßenviertel Zhengyanghe (正阳河街道); Großgemeinde Taiping (太平镇); Großgemeinde Xinfa (新发镇); Großgemeinde Xinnong (新农镇); Großgemeinde Yushu (榆树镇); Gemeinde Qunli (群力乡). |